# 费尔代尔 (北达科他州)
费尔代尔（英語：Fairdale），是美国北达科他州下属的一座城市。根据2010年美国人口普查，该市有人口38人。